# Grallaire oreillarde
Hylopezus auricularis
Espèce
Statut de conservation UICN

 VU D2 : Vulnérable
La Grallaire oreillarde (Hylopezus auricularis) est une espèce d'oiseaux de la famille des Grallariidae endémique de la Bolivie, de la région de Riberalta. Elle est présente en particulier à Puerto Hamburgo et dans la réserve Aquicuana. Cette espèce est monotypique (elle n'est pas divisée en sous-espèces).

## Description
L'adulte mesure environ 14 cm pour un poids de 38 g.

## Répartition et habitat
Cette espèce est endémique au Nord de la Bolivie.